# AS Roma 1986/1987
Sezon 1986/1987 klubu AS Roma.

## Sezon
Sezon 1986/1987 był ostatnim dla Svena-Görana Erikssona w Romie. Na dwie kolejki przed końcem został zastąpiony przez byłego gracza klubu Angelo Sormaniego. "Giallorossi" w lidze zajęli 7. pozycję, a z Pucharu Zdobywców Pucharów odpadli już w pierwszej rundzie (2:0, 0:2 i porażka w serii rzutów karnych z Realem Saragossa).

## Rozgrywki
- Serie A: 7. miejsce
- Puchar Włoch: 1/8 finału
- Puchar Zdobywców Pucharów: 1/16 finału

## Skład i ustawienie zespołu
| W SEZONIE 1986/1987 |                  |                |       |      |
| Imię i nazwisko     | Kraj             | Data urodzenia | Mecze | Gole |
| Trener              |                  |                |       |      |
| Sven-Göran Eriksson | Szwecja          | 05.07.1948     |       |      |
| Angelo Sormani      | Włochy/ Brazylia | 03.07.1939     |       |      |
| Bramkarze           |                  |                |       |      |
| Attilio Gregori     | Włochy           | 04.10.1965     | 0     | 0    |
| Franco Tancredi     | Włochy           | 10.01.1955     | 30    | 0    |
| Obrońcy             |                  |                |       |      |
| Marco Baroni        | Włochy           | 11.09.1963     | 19    | 2    |
| Manuel Gerolin      | Włochy           | 09.02.1961     | 25    | 0    |
| Settimio Lucci      | Włochy           | 21.09.1965     | 0     | 0    |
| Paolo Mastrantonio  | Włochy           | 17.07.1967     | 1     | 0    |
| Sebastiano Nela     | Włochy           | 13.03.1961     | 25    | 3    |
| Emidio Oddi         | Włochy           | 22.07.1956     | 26    | 0    |
| Ubaldo Righetti     | Włochy           | 01.03.1963     | 16    | 0    |
| Pomocnicy           |                  |                |       |      |
| Carlo Ancelotti     | Włochy           | 10.06.1959     | 27    | 2    |
| Klaus Berggreen     | Dania            | 03.02.1958     | 24    | 5    |
| Zbigniew Boniek     | Polska           | 03.03.1956     | 26    | 4    |
| Bruno Conti         | Włochy           | 23.03.1955     | 23    | 1    |
| Stefano Desideri    | Włochy           | 03.07.1965     | 25    | 5    |
| Antonio Di Carlo    | Włochy           | 06.06.1962     | 15    | 1    |
| Giuseppe Giannini   | Włochy           | 20.08.1964     | 25    | 3    |
| Stefano Impallomeni | Włochy           | 24.10.1967     | 5     | 0    |
| Napastnicy          |                  |                |       |      |
| Massimo Agostini    | Włochy           | 20.01.1964     | 22    | 4    |
| Paolo Baldieri      | Włochy           | 02.02.1965     | 14    | 3    |
| Roberto Pruzzo      | Włochy           | 01.04.1955     | 19    | 4    |